# Venezolanisches Hörnchen
Das Venezolanische Hörnchen (Sciurus flammifer) ist eine Hörnchenart aus der Gattung der Eichhörnchen (Sciurus). Es kommt endemisch in Venezuela vor.

## Merkmale
Das Venezolanische Hörnchen erreicht eine Kopf-Rumpf-Länge von etwa 27,2 bis 30,3 Zentimetern, hinzu kommt ein etwa 24,2 bis 30,3 Zentimeter langer Schwanz. Das Rückenfell der Tiere ist variabel und im Regelfall gräulich-braun bis -schwarz mit einer gelblichen Einwaschung. Am Kopf, an den Ohren und am Rumpf hat es einen rötlichen Einschlag. Der Bauch ist weiß oder cremeweiß und vom Rücken durch eine orangefarbene Linie an den Körperseiten abgegrenzt, die Wangen und das Kinn haben einen gelben bis orangefarbenen Ton. Der Schwanz ist rötlich bis orange-rot und an der Basis schwarz mit orangefarbener Frostung. Sowohl Albinismus wie auch Melanismus kommen vor und sind nicht selten.

## Verbreitung
Das Venezolanische Hörnchen kommt als Endemit in Venezuela südlich des Orinoco von der kolumbianischen Grenze etwa bis zur Ciudad Bolívar im gleichnamigen Bundesstaat vor.

## Lebensweise
Das Venezolanische Hörnchen lebt in tropischen Regenwaldgebieten des Flachlands, ein Vorkommen in Sekundärwäldern oder anthropogen beeinflussten Wäldern ist bislang nicht nachgewiesen. Über die Lebensweise der Art liegen entsprechend nur wenige Daten vor. Die Art ist tagaktiv und baumlebend. Die Tiere kommen überwiegend im dichten Laub der höheren Baumbereiche und in Palmengruppen der Sumpfgebiete vor. Sie ernähren sich vor allem herbivor von Baumsamen, Nüssen und Früchten, insbesondere denen der Palmenarten. Die Nester (Kobel) werden aus Zweigen und Blättern im Geäst der hohen Bäume angelegt. Über die Fortpflanzung liegen keine Angaben vor.

## Systematik
Das Venezolanische Hörnchen wird als eigenständige Art innerhalb der Gattung der Eichhörnchen (Sciurus) eingeordnet, die aus fast 30 Arten besteht. Die wissenschaftliche Erstbeschreibung stammt von Oldfield Thomas aus dem Jahr 1904, der die Art anhand von Individuen aus dem Caura Valley im Bundesstaat Bolivar in Venezuela beschrieb.
Innerhalb der Art werden neben der Nominatform keine Unterarten unterschieden. Das Venezolanische Hörnchen wird in die nähere Verwandtschaft des Junín-Hörnchens (S. pyrrhinus) gestellt, mit dem es nach einigen Systematiken eine eigene Untergattung Hadrosciurus innerhalb der Eichhörnchen bildet.

## Status, Bedrohung und Schutz
Das Venezolanische Hörnchen wird von der International Union for Conservation of Nature and Natural Resources (IUCN) aufgrund unzureichender Daten zu den Beständen und zu den ökologischen Bedürfnissen nicht in eine Gefährdungskategorie eingeordnet, sondern als „data deficient“ gelistet. Aufgrund des begrenzten Verbreitungsgebietes und dem fortschreitenden Verlust des Lebensraumes durch den Holzeinschlag und die Entwaldung geht man jedoch von einer Gefährdung aus. Zudem wird es wie andere Hörnchenarten bejagt, wobei dies im Verhältnis zum Lebensraumverlust eine untergeordnete Gefährdungsursache ist.

## Belege
1. 1 2 3 4 5 6 7  Richard W. Thorington Jr., John L. Koprowski, Michael A. Steele: Squirrels of the World. Johns Hopkins University Press, Baltimore MD 2012, ISBN 978-1-4214-0469-1, S. 50–51.
2. 1 2  Sciurus flammifer in der Roten Liste gefährdeter Arten der IUCN 2015.3. Eingestellt von: G. Amori, J. Koprowski, L. Roth, 2008. Abgerufen am 29. Oktober 2015.
3. 1 2 3  Sciurus flammifer In: Don E. Wilson, DeeAnn M. Reeder (Hrsg.): Mammal Species of the World. A taxonomic and geographic Reference. 2 Bände. 3. Auflage. Johns Hopkins University Press, Baltimore MD 2005, ISBN 0-8018-8221-4.